# Paul Bettany
Paul William Bettany (Londres, 27 de Maio de 1971) é um ator britânico. Ele é mais conhecido por dar voz a J.A.R.V.I.S. e interpretar Visão nos filmes, do Universo Cinematográfico Marvel, Iron Man (2008), Iron Man 2 (2010), The Avengers (2012), Iron Man 3 (2013), Avengers: Age of Ultron (2015), Captain America: Civil War ( 2016), Avengers: Infinity War (2018) e na minissérie WandaVision (2021). 
Iniciou sua carreira no cinema em 1997, mas somente tornou-se conhecido do grande público a partir de suas atuações nos filmes Gangster No. 1 (2000), A Knight's Tale (2001) e A Beautiful Mind (2001). Ele foi indicado ao prêmio BAFTA de Melhor Ator Coadjuvante por interpretar Stephen Maturin no filme Mestre dos Mares: O Lado Mais Distante do Mundo (2003). Desde então, Paul atuou em uma série de filmes de sucesso, como Dogville (2003), Wimbledon (2004), O Código Da Vinci (2006), Creation (2009), The Tourist (2010), Priest (2011), Margin Call (2011), Legend (2015) e Solo: A Star Wars Story (2018).
Estreou na direção com o filme Shelter (2014), que também escreveu e co-produziu.

## Biografia
Nasceu em Hammersmith, filho de Anne (nascida Kettle), cantora teatral, professora de teatro e gerente de palco, e Thane Bettany, dançarino, ator, professor de teatro e padrinho de Sophie, condessa de Wessex. Bettany foi criado como católico romano, embora sua freqüência à igreja tenha diminuído após sua confirmação. Mais tarde, ele frequentou congregações metodistas e da Igreja Anglicana com seu pai, que fez experiências com diferentes ramos cristãos. Bettany mais tarde se tornou ateu. Enquanto seu pai lecionava no internato feminino Queenswood School, perto de Hatfield, Hertfordshire, a família morava no campus.
Quando Bettany tinha 16 anos, seu irmão Matthew morreu aos 8, depois de cair no concreto do telhado de um pavilhão de tênis em Queenswood. Logo depois, Bettany largou a escola, saiu de casa e se tornou um artista de rua em Londres. Ele morava em um pequeno apartamento e ganhava dinheiro tocando violão nas ruas como artista de rua. Seus pais se divorciaram mais tarde. Após dois anos, ele encontrou um novo emprego em um lar para idosos. Depois de trabalhar lá por um ano, Bettany se matriculou no Drama Centre em Londres. Ele tinha dislexia antes de ser reconhecido como uma deficiência de aprendizagem.

## Vida Pessoal
Ele é casado com a atriz norte-americana Jennifer Connelly, com quem tem dois filhos, um filho Stellan (que leva o nome de seu amigo, o ator sueco Stellan Skarsgård), nascido em 2003, e uma filha, Agnes Lark, nascida em 2011.

## Filmografia

### Cinema
| Ano  | Título                                          | Papel                      | Notas          |
| ---- | ----------------------------------------------- | -------------------------- | -------------- |
| 1997 | Bent                                            | Capitão                    |                |
| 1998 | The Land Girls                                  | Philip                     |                |
| 1999 | After the Rain                                  | Steph Oosthuizen           |                |
| 2000 | Game of Death                                   | Shaw                       |                |
| 2000 | Gangster No. 1                                  | Jovem Gangster             |                |
| 2000 | Dead Babies                                     | Quentin                    |                |
| 2001 | A Knight's Tale                                 | Geoffrey Chaucer           |                |
| 2001 | Kiss Kiss Bang Bang                             | Jimmy                      |                |
| 2001 | A Beautiful Mind                                | Charles Herman             |                |
| 2002 | The Heart of Me                                 | Rickie                     |                |
| 2003 | Dogville                                        | Tom Edison                 |                |
| 2003 | The Reckoning                                   | Nicholas                   |                |
| 2003 | Master and Commander: The Far Side of the World | Dr. Stephen Maturin        |                |
| 2004 | Euston Road                                     | Y                          | Curta-metragem |
| 2004 | Wimbledon                                       | Peter Colt                 |                |
| 2006 | Firewall                                        | Bill Cox                   |                |
| 2006 | The Da Vinci Code                               | Silas                      |                |
| 2008 | Iron Man                                        | J.A.R.V.I.S. (voz)         |                |
| 2008 | Broken Lines                                    | Chester                    |                |
| 2008 | The Secret Life of Bees                         | T. Ray Owens               |                |
| 2008 | Inkheart                                        | Dedo Empoeirado            |                |
| 2009 | The Young Victoria                              | Lorde Melbourne            |                |
| 2009 | Creation                                        | Charles Darwin             |                |
| 2010 | Legion                                          | Michael                    |                |
| 2010 | Iron Man 2                                      | J.A.R.V.I.S. (voz)         |                |
| 2010 | The Tourist                                     | John Acheson               |                |
| 2011 | Margin Call                                     | Will Emerson               |                |
| 2011 | Priest                                          | Padre                      |                |
| 2012 | The Avengers                                    | J.A.R.V.I.S. (voz)         |                |
| 2012 | Blood                                           | Joe Fairburn               |                |
| 2013 | Iron Man 3                                      | J.A.R.V.I.S. (voz)         |                |
| 2014 | Transcendence                                   | Max Waters                 |                |
| 2015 | Mortdecai                                       | Jock Strapp                |                |
| 2015 | Avengers: Age of Ultron                         | J.A.R.V.I.S. (voz) / Visão |                |
| 2015 | Legend                                          | Charlie Richardson         |                |
| 2016 | Captain America: Civil War                      | Visão                      |                |
| 2017 | Journey's End                                   | Tenente Osborne            |                |
| 2018 | Avengers: Infinity War                          | Visão                      |                |
| 2018 | Solo: A Star Wars Story                         | Dryden Vos                 |                |
| 2020 | Uncle Frank                                     | Frank Bledsoe              |                |
| 2024 | Here                                            | Al                         |                |

### Televisão
| Ano  | Título                      | Papel                      | Notas                          |
| ---- | --------------------------- | -------------------------- | ------------------------------ |
| 1994 | Wycliffe                    | Ian Greaves                | Episódio: "The Pea Green Boat" |
| 1996 | The Bill                    | Jake Connolly              | Episódio: "The Right Thing"    |
| 1997 | Sharpe                      | Príncipe William de Orange | Episódio: "Sharpe's Waterloo"  |
| 1998 | Coming Home                 | Edward Carey-Lewis         | 2 episódios                    |
| 1998 | Killer Net                  | Joe Hunter                 | 4 episódios                    |
| 1999 | Every Woman Knows a Secret  | Rob                        | 3 episódios                    |
| 2000 | David Copperfield           | James Steerforth           | Telefilme                      |
| 2017 | Manhunt: Unabomber          | Ted Kaczynski              | 7 episódios                    |
| 2021 | WandaVision                 | Visão / Visão Branco       | 9 episódios                    |
| 2021 | What If...?                 | Visão / J.A.R.V.I.S        | 2 episódios                    |
| 2021 | A Very British Scandal      | Ian Campbell               | 3 episódios                    |
| 2023 | Funny or Die's High Science | Dr. Oh                     | 6 episódios                    |

## Teatro
| Ano  | Título            | Papel       | Notas    |
| ---- | ----------------- | ----------- | -------- |
| 2022 | The Collaboration | Andy Warhol | Broadway |

## Prêmios e Indicações
| Ano  | Prêmio                                                              | Filme                                                               | Resultado |
| ---- | ------------------------------------------------------------------- | ------------------------------------------------------------------- | --------- |
| 2000 | British Independent Film Award for Best Actor                       | Gangster No. 1                                                      | Indicado  |
| 2000 | London Film Critics' Circle Award for British Newcomer of the Year  | Gangster No. 1                                                      | Indicado  |
| 2001 | London Film Critics' Circle Award for Supporting Actor of the Year  | A Knight's Tale                                                     | Vencedor  |
| 2001 | Chicago Film Critics Association Award for Most Promising Performer | A Knight's Tale                                                     | Indicado  |
| 2001 | London Film Critics' Circle Award for Supporting Actor of the Year  | A Beautiful Mind                                                    | Indicado  |
| 2001 | SAG Award for Outstanding Performance by a Cast in a Motion Picture | A Beautiful Mind                                                    | Indicado  |
| 2003 | Evening Standard British Film Award for Best Actor                  | Master and Commander: The Far Side of the World and The Heart of Me | Vencedor  |
| 2003 | London Film Critics' Circle Award for British Actor of the Year     | Master and Commander: The Far Side of the World                     | Vencedor  |
| 2003 | BAFTA Award for Best Actor in a Supporting Role                     | Master and Commander: The Far Side of the World                     | Indicado  |
| 2003 | BFCA Critics' Choice Award for Best Supporting Actor                | Master and Commander: The Far Side of the World                     | Indicado  |
| 2004 | Empire Award for Best British Actor                                 | Wimbledon                                                           | Indicado  |
| 2004 | Jordan Award for Best Actor                                         | Wimbledon                                                           | Vencedor  |
| 2006 | Glamour Awards Man of the Year                                      |                                                                     | Vencedor  |
| 2008 | Black Reel Award for Best Ensemble                                  | The Secret Life of Bees                                             | Indicado  |
| 2016 | Saturn Award for Best Supporting Actor                              | Avengers: Age of Ultron                                             | Indicado  |